# Бадія-Калавена
Бадія-Калавена (італ. Badia Calavena, вен. Badia Całavena) — муніципалітет в Італії, у регіоні Венето, провінція Верона.
Бадія-Калавена розташована на відстані близько 430 км на північ від Рима, 95 км на захід від Венеції, 19 км на північний схід від Верони.
Населення — 2643 особи (2014).
Щорічний фестиваль відбувається 15 червня. Покровитель — святий Віт.

## Демографія
Населення за роками:

Станом на 1 січня 2023 року в муніципалітеті офіційно проживало 166 іноземців з 13 країн, серед них 49 громадян країн Євросоюзу та 5 громадян України.

## Сусідні муніципалітети
- Сан-Мауро-ді-Саліне
- Сельва-ді-Проньо
- Треньяго
- Вело-Веронезе
- Вестенанова